# Красний Іван Миколайович
Іван Миколайович Кра́сний (нар. 26 листопада 1917, Слов'янськ — пом. 8 серпня 1990, Київ) — український радянський архітектор і графік; член Спілки архітекторів України з 1944 року та Спілки художників України з 1951 року. Чоловік художниці Слави Лівшиць, батько художниці Тетяни Красної, дід художниці Марини Ольхової.

## Біографія
Народився 13 [26] листопада 1917 року у місті Слов'янську (тепер Донецька область, Україна). 1942 року у Самарканді закінчив Київський художній інститут (викладачі Фотій Красицький, Федір Кричевський, Григорій Світлицький, Костянтин Єлева). У 1941 році брав участь у реставрації гробниці Тимура.
У 1944 році працював у архітектурно-проектній майстерні Академії архітектури УРСР; впродовж 1946–1982 років — у Київському художньому інституті, викладав малюнок та акварелі на графічному й архітектурному факультетах, з 1974 року — професор кафедри живопису.
Жив у Києві, в будинку на вулиці Академіка Філатова № 10а, квартира 35. Помер у Києві 8 серпня 1990 року.

## Творчість
Працював у галузі станкової графіки в стилі реалізму. Створював переважно акварелі. Серед робіт:
графічні серії
- «Канів» (1948—1964);
- «Індустріальні пейзажі» (1950—1966);
- «Київ» (1957—1963);

акварелі
- «Колгоспне поле» (1949);
- «Молдавія. На винограднику» (1953);
- «Земля молдавська» (1954);
- «Листоноша» (1954);
- «Остання копа» (1956);
- «Заповідник. Могила Тараса Шевченка» (1960);
- «Краєвид Подолу» (1964);
- «Черемха і братки» (1965);
- «Весна» (1966);
- «Одеський порт» (1969);
- «Над Россю» (1970);
- «Вечір» (1971);
- «Біля привлаву» (1971);
- «Білі півонії» (1984);
- «Старий Київ» (1987).

Брав участь у всеукраїнських мистецьких виставках з 1945 року, всесоюзних з 1951 року, зарубіжних з 1955 року. Персональні виставки відбулися у Каневі у 1946—1981 роках, Марганці у 1984 році, Києві у 1986—1987 та 1989 роках і посмертні у 1992, 1997, 1999, 2007 роках.
Деякі твори зберігаються в Національному художньому музеї України у Києві, Дніпровському, Харківському, Запорізькому, Закарпатському, Миколаївському, Луганському, Краматорському, Донецькому, Полтавському, Сімферопольському, Сумському художніх музеях, Херсонському і Кіровоградському обласному краєзнавчих музеях, Шевченківському національному заповіднику в Каневі.